# Pasierbiecka Góra
Pasierbiecka Góra (764 m n.p.m.) – szczyt w trzywierzchołkowym masywie górskim w Beskidzie Wyspowym ciągnącym się od Pasierbieckiej Góry przez Wierzgóry (758 m) i Kamionną (801 m) po przełęcz Widomą. Pasierbiecka Góra od Kamionnej oddzielona jest tylko nieznaczną przełączką. Wznosi się ponad miejscowościami: Kamionna, Nowe Rybie, Rupniów i Pasierbiec. Od strony północnej sąsiaduje z Pogórzem Wiśnickim. Potoki spływające z południowych zboczy wpadają do rzeki Łososina (zlewnia Dunajca), potoki spływające ze zboczy północnych do Przegini (zlewnia Raby).
Pasierbiecka Góra tworzy niemal równy grzbiet. Jej północne stoki są bardzo strome i całkowicie porośnięte lasem. Południowe są znacznie łagodniejsze i pola uprawne wsi Pasierbiec podchodzą tutaj aż do samego wierzchołka. Wędrując ze szczytu Kamionna do Pasierbieckiej Góry turystycznym szlakiem prowadzącym cały czas grzbietem masywu, napotykamy śródleśną polanę, na której wyraźnie widać ślady ugorów świadczące o tym, że kiedyś były tu pola uprawne. Obecnie polana jest tylko wypasana i stopniowo zarasta lasem. W jej okolicy liczne odkrywki, w których wydobywa się poszukiwany w budownictwie piaskowiec fliszu karpackiego, tworzący tutaj regularne łupane płytki. Tuż za polanką szlak wyprowadza na całkowicie odsłonięte południowe zbocze. Dom i zabudowania gospodarcze stoją tutaj pod samym wierzchołkiem góry. Jest to osiedle Wierch Góry należące do Pasierbca. Warto zwrócić uwagę na zarastające już krzewami kopczyki kamieni wzdłuż ścieżki. Są to kamienie pracowicie zbierane z pól uprawnych. Woda po obfitych opadach zmywała glebę ze stromych stoków, kamienie jako cięższe pozostawały, co rok było ich więc coraz więcej. Aby móc uprawiać ziemię, trzeba je było zbierać. Od tego miejsca zbocza opadają w kierunku zachodnim do miejscowości Rybie Nowe.
Widoki na północną stronę całkowicie przysłonięte lasem. Za to z odkrytych miejsc w południowym kierunku kapitalne widoki na Beskid Sądecki, Beskid Wyspowy, Gorce i Tatry oraz leżącą w dolinie Limanową. Dawniej przez Pasierbiecką Górę prowadził szlak pieszych pielgrzymek do Sanktuarium Matki Boskiej w Pasierbcu.

## Piesze szlaki turystyczne
Bochnia – Nowy Wiśnicz – Kamień-Grzyb – Paprotna (obok Kamieni Brodzińskiego) – Rajbrot – Łopusze – Przełęcz Rozdziele – Widoma – góra Kamionna – Pasierbiecka Góra – Tymbark.
 od przełączki między Pasierbiecką Górą i Kamionną do Pasierbca.

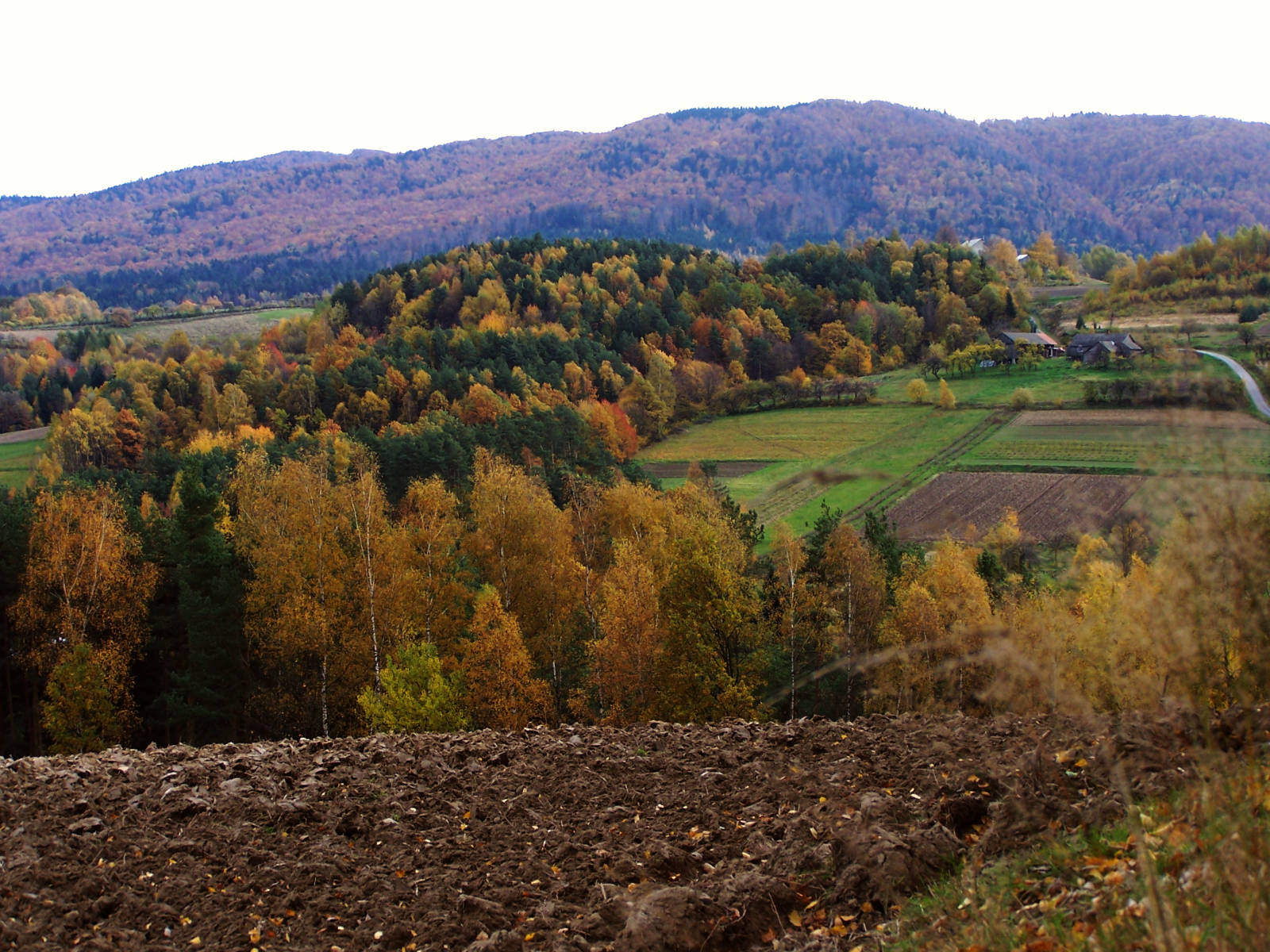
Widok od północy
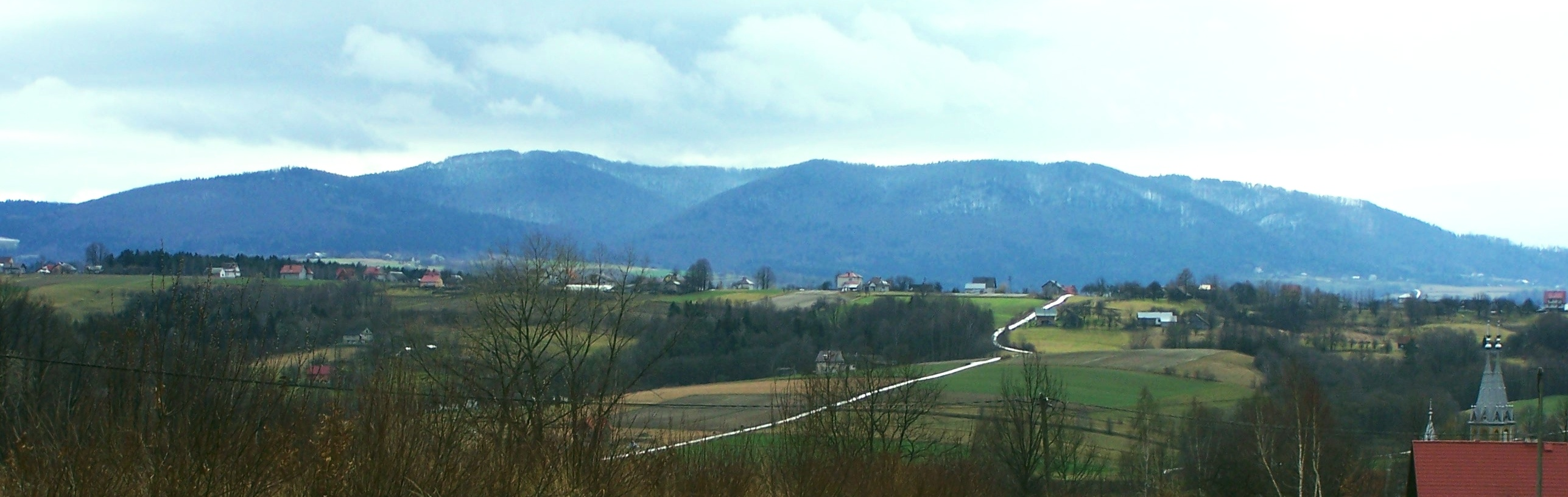
Widok na masyw z Trzciany
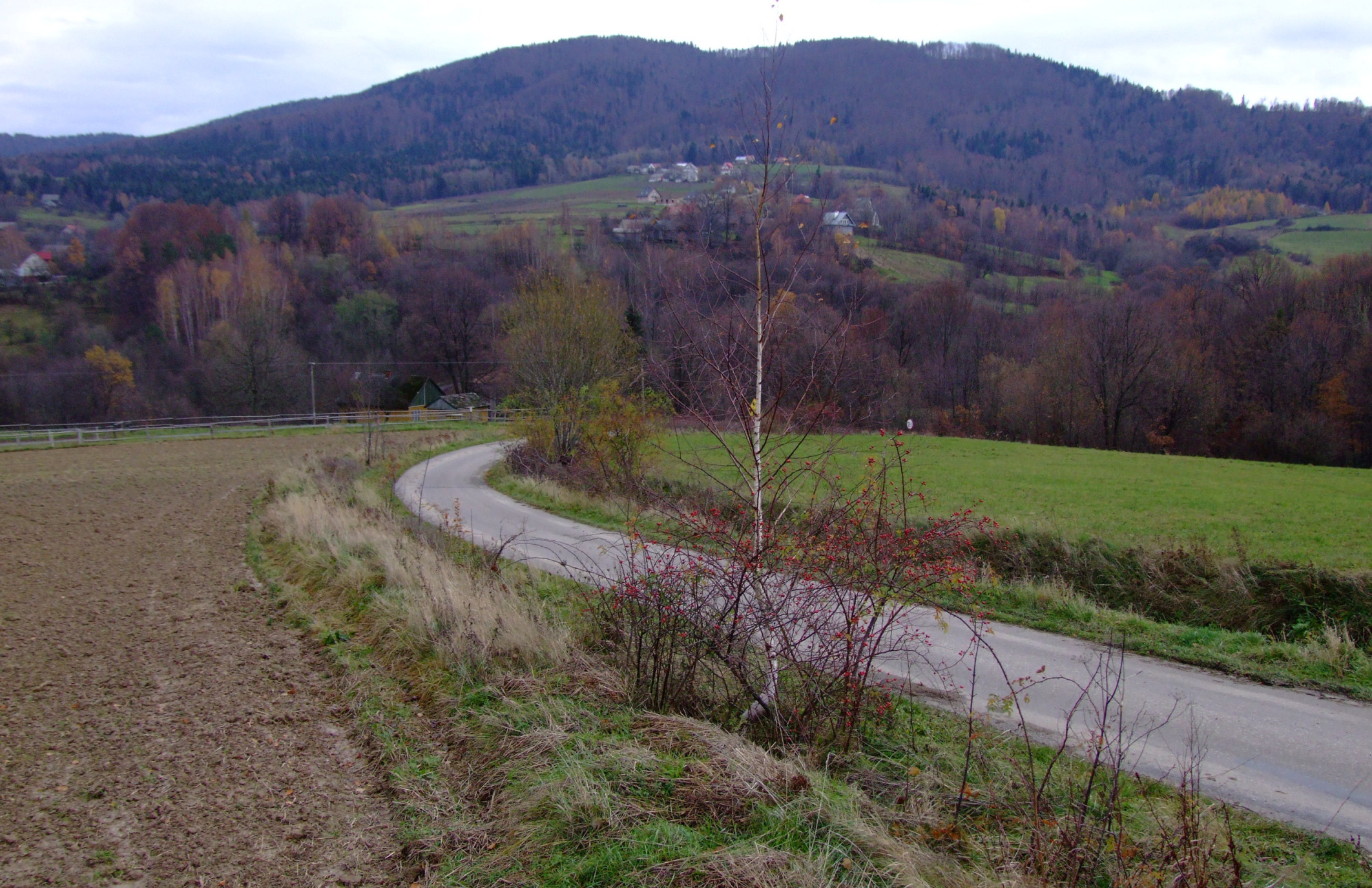
Pasierbiecka Góra od południowego zachodu